# Пін'яо
Стародавнє місто Пін'яо (平遥古城) — місто, що розташоване в північній частині провінції Шаньсі (префектура Цзіньчжун). У грудні 1997 року було внесено до Реєстру об'єктів світової культурної спадщини. Це видатний зразок традиційного китайського міста періоду династій Мін і Цін, у зовнішньому вигляді якого збереглися всі особливості властиві класичному китайському містобудуванню, що демонструє виключно високий рівень культурного, соціального та економічного розвитку.

## Клімат
Місто знаходиться у зоні, котра характеризується кліматом тропічних степів. Найтепліший місяць — липень із середньою температурою 23.9 °C (75 °F). Найхолодніший місяць — січень, із середньою температурою -4.6 °С (23.7 °F).
| Клімат Пін'яо           | Клімат Пін'яо | Клімат Пін'яо | Клімат Пін'яо | Клімат Пін'яо | Клімат Пін'яо | Клімат Пін'яо | Клімат Пін'яо | Клімат Пін'яо | Клімат Пін'яо | Клімат Пін'яо | Клімат Пін'яо | Клімат Пін'яо | Клімат Пін'яо |
| Показник                | Січ.          | Лют.          | Бер.          | Квіт.         | Трав.         | Черв.         | Лип.          | Серп.         | Вер.          | Жовт.         | Лист.         | Груд.         | Рік           |
| Середній максимум, °C   | 1,3           | 3,8           | 10,6          | 18,4          | 24,6          | 28,1          | 28,7          | 27,2          | 22,4          | 16,9          | 8,8           | 2,4           | 16,1          |
| Середня температура, °C | −4,6          | −1,7          | 4,9           | 12,2          | 18            | 22            | 23,9          | 22,6          | 17            | 11,2          | 3,7           | −3            | 10,5          |
| Середній мінімум, °C    | −11,7         | −8,8          | −2,6          | 4,3           | 10            | 14,2          | 17,6          | 16,3          | 10,3          | 3,9           | −3            | −9,4          | 3,4           |
| Норма опадів, мм        | 3.5           | 6             | 13.7          | 24.8          | 34.4          | 57.9          | 128.9         | 108.1         | 71.8          | 33.6          | 13.5          | 3.7           | 499.9         |
| Днів з опадами          | 2,3           | 3,2           | 4,5           | 6,1           | 6,3           | 9,2           | 13,9          | 12,7          | 10,8          | 7,1           | 4,4           | 1,7           | 82,2          |
| Вологість повітря, %    | 49.9          | 50            | 50.4          | 48.9          | 51            | 54.9          | 70.1          | 73.2          | 70.4          | 65.6          | 61.7          | 56.3          | 58.5          |
| ----------------------- | ------------- | ------------- | ------------- | ------------- | ------------- | ------------- | ------------- | ------------- | ------------- | ------------- | ------------- | ------------- | ------------- |
| Джерело: Weatherbase    |               |               |               |               |               |               |               |               |               |               |               |               |               |

## Історія
Пін'яо було побудоване в 9 ст. до н. е. Як всі традиційні китайські міста, структура міста являє собою прямокутник, обнесений стіною фортеці. Місто займає площу 22500 кв. м. У стародавньому Китаї майже всі міста обносилися стіною, але практично жодна з них не збереглася досі. З 4 стародавніх міських стін, які можна побачити нині в Китаї, одні частково зруйновані, інші не можуть похвалитися своїми розмірами. Лише міська стіна Пін'яо залишається такою, якою її побудували понад 600 років тому. Крім того, в місті прекрасно збереглися вулиці й провулки, урядові будівлі та приватні будинки, а також культові споруди і таке ін. Саме тому місто Пін'яо має найбільшу історичну цінність, це музей стародавньої архітектури «просто неба», створений при династіях Мін і Цін.
Старовинна міська стіна Пін'яо була зведена 2800 років тому. 1370 р. при династії Мін (1368–1644) вона отримала свій нинішній вигляд. Тепер місто Пін'яо стало живим зразком повітового міста Китаю періодів Мін і Цін.

## Опис
Центральною віссю Пін'яо служить широка вулиця, що проходить з півдня на північ, на якій симетрично розташувалися найголовніші споруди міста. На магістральних торговельних вулицях, де знаходиться велика кількість крамниць, — пишно і галасливо, в провулках, де розташовані приватні будинки, — просто і затишно.
Висота міської стіни — 12 м, її довжина — 6 км. За своєю конфігурацією вона нагадує черепаху — китайський символ довголіття. Схожа з черепахою форма обіцяла місту вічну славу неприступної фортеці. З шести міських воріт двоє розташовані на центральній осі з півдня на північ, а інші четверо — на осі зі сходу на захід. Форма південних воріт нагадує голову черепахи, північних воріт — її хвіст. Північні ворота розташовані в найнижчій точці міста, тут проходить міський водостік. Симетрично розташовані східні і західні ворота нагадують черепашачі лапки. Обидві пари воріт укріплено додатковою оборонною стіною напівкруглої форми.
Розбагатівши, всі жителі Пін'яо воліли прикрашати свої будинки. У древньому місті всюди можна зустріти садиби «сихеюань» (принцип облаштування традиційної китайської міської садиби з квадратним подвір'ям в центрі й розташованими довкола нього чотирма флігелями, що одночасно служили огорожею), що являють собою ряд чорних цегельних будинків з сірими черепичними дахами. Головне житлове приміщення призначалося для старших у родині.
Будівля, цілком складена лише з цегли, отримала назву «печера», оскільки в такому будинку взимку завжди було тепло, а влітку прохолодно. Деякі західні та східні флігелі також були аналогічними спорудами, але більшість будинків все ж будували з дерева і цегли, а дах покривали черепицею. Цегельне і кам'яне облицювання, дерев'яне різьблення і настінні розписи прикрашали ворота, стіни, двері, опорні стовпи будівлі садиби, що говорило не лише про багатство її власника, але і про його прагнення до вишуканості. На цей час у місті Пін'яо залишилося приблизно 4000 міських садиб «сихеюань», понад 400 з них збереглися в своєму одвічному вигляді. Старовинні садиби ілюструють картину розквіту китайського міста при династіях Мін і Цін.
У місті Пін'яо збереглася велика кількість об'єктів, що належать до культурної спадщини Китаю, у тому числі монастир Чженьгоси (Охоронця миру і спокою в державі), розташований на північному сході міста. Його дерев'яний павільйон Ваньфоси (Павільйон десяти тисяч Будд) був споруджений в Х ст. в епоху П'яти династій. Різноколірна храмова скульптура має велику історичну цінність. На північний захід від міста знаходиться прадавня пам'ятка культури — храм Шуанліньси (Храм двох лісів), перебудований в VI ст. в епоху Північна Ці. У 10 храмових павільйонах представлено понад 2000 зразків різноколірні скульптури, що датуються династіями Юань, Мін і Цін. Храм Шуанліньси по праву вважається «скарбницею мистецтва кольорової скульптури Китаю».
У 1824 році в місті Пін'яо була створена перша в Китаї заставна контора — банк «Жішенчан». Це була приватна фінансова установа, що займалася обміном срібла на паперові гроші і векселі, приватними внесками та позиками, вона була прототипом сучасних китайських банків. Головна банківська контора «Жішенчан» знаходилася на Західній вулиці Пін'яо. Бурхливий розвиток банківської справи в другій половині XIX століття сприяв виникненню в Пін'яо фінансового центру Китаю. У 40-х роках XIX століття філії «Жішенчан» можна було зустріти в Японії, Сінгапурі і Росії. У період економічного розквіту в Пін'яо налічувалося 22 банки, і він по праву вважався фінансовим центром країни. Свого часу «Жішенчан» називали «банк номер один у світі».
У наш час філії банку «Жішенчан», як і раніше, знаходяться на Західній вулиці. Прямо на вулицю виходять крамниці, за ними — службові та житлові споруди. Пін'яо має блискуче минуле, і нині місто також красиве, повне життя. Міські жителі як і раніше зберігають свою історію й історичні пам'ятки старовини.